# Nestor Platonovič Puzyrevskij
Nestor Platonovič Puzyrevskij (San Pietroburgo, 30 agosto 1861 in base al calendario gregoriano – Leningrado, 26 agosto 1934) è stato un ingegnere russo poi sovietico.

## Biografia
Si laurea nel 1885 nella sua città natale in fisica - matematica, specializzandosi poi nel settore dei trasporti e dell'ingegneria idraulica.
Condusse diversi studi sui corsi d'acqua dell'impero russo e ne curò l'amministrazione presso il dipartimento dei trasporti. Oltre a ispezionare e a effettuare studi idrografici, si occupò anche di costruire nuove opere per la gestione dei corsi d'acqua, tra i quali si ricordano quelle di Mosca e quello di Beloomut sull'Oka, oltre alla partecipazione della realizzazione del canale Volga-Don e il canale Mar Bianco-Mar Baltico.
Fu anche professore universitario, insegnando dal 1904 presso l'Istituto dei trasporti fino alla morte, avvenuta nel 1934.
Alcune delle sue opere architettoniche furono fotografate dall'ingegnere e pioniere della fotografia a colori Sergej Prokudin-Gorskij, specie la realizzazione della diga di Beloomut nel 1912.

### Galleria d'immagini

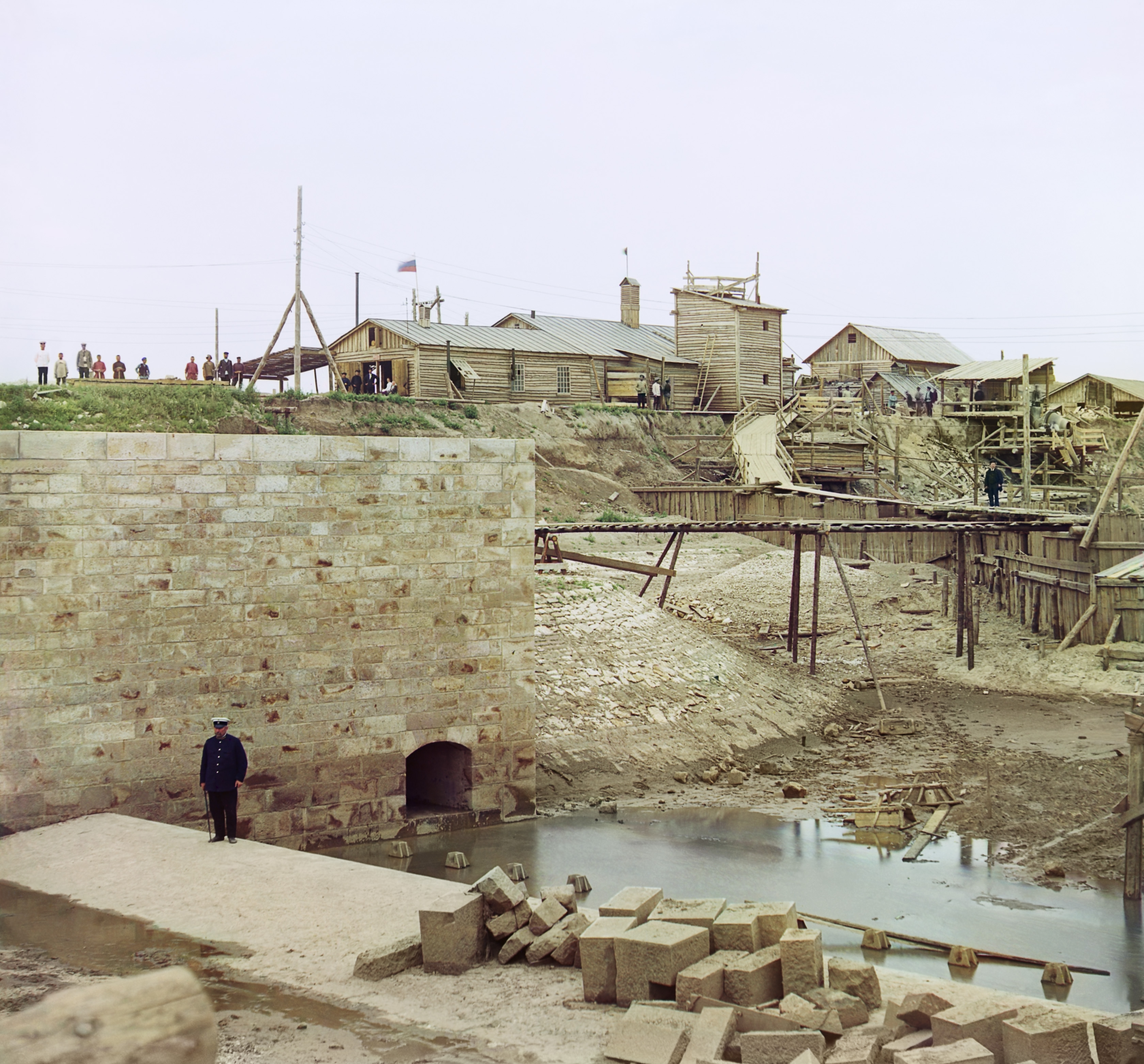
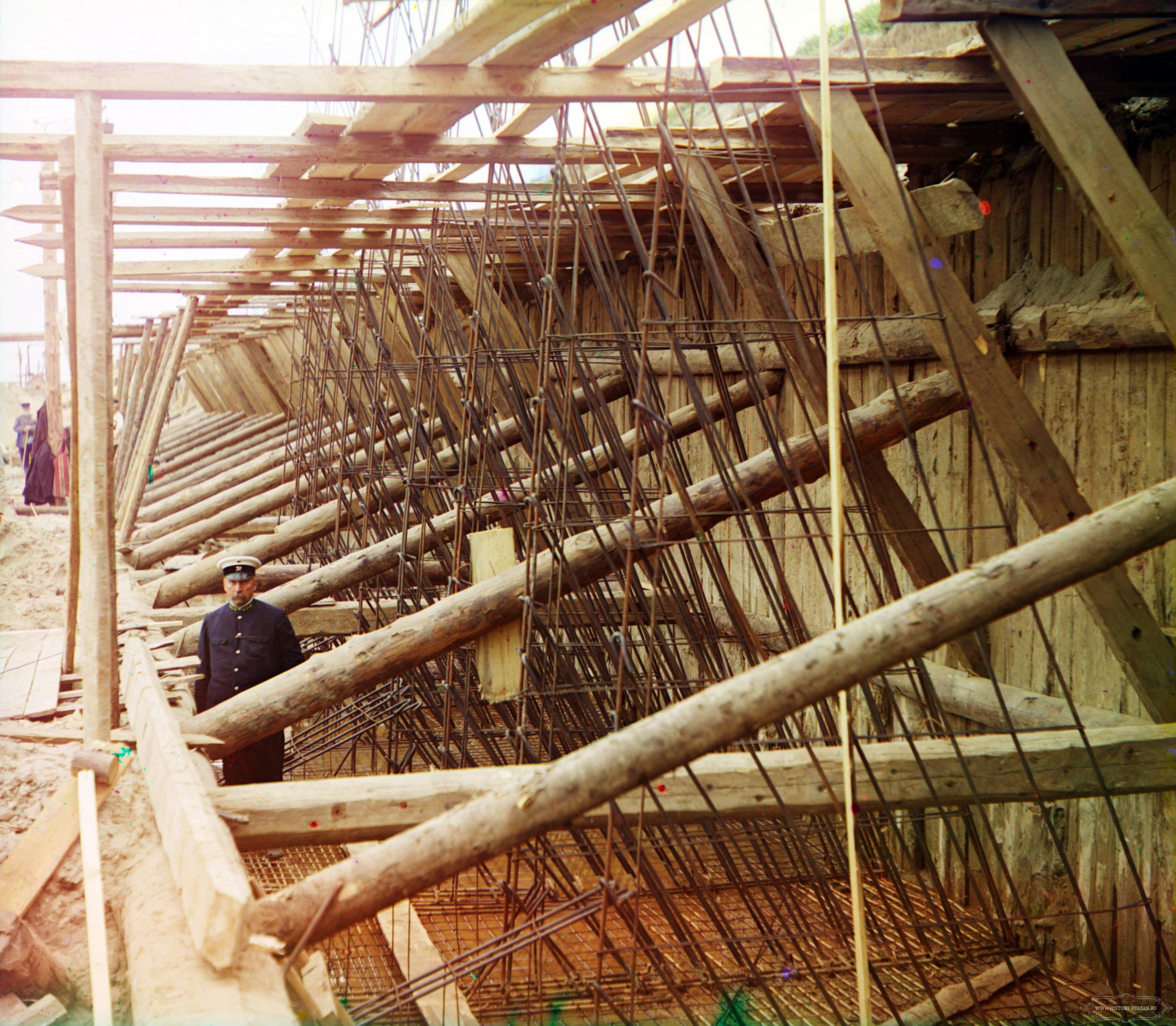
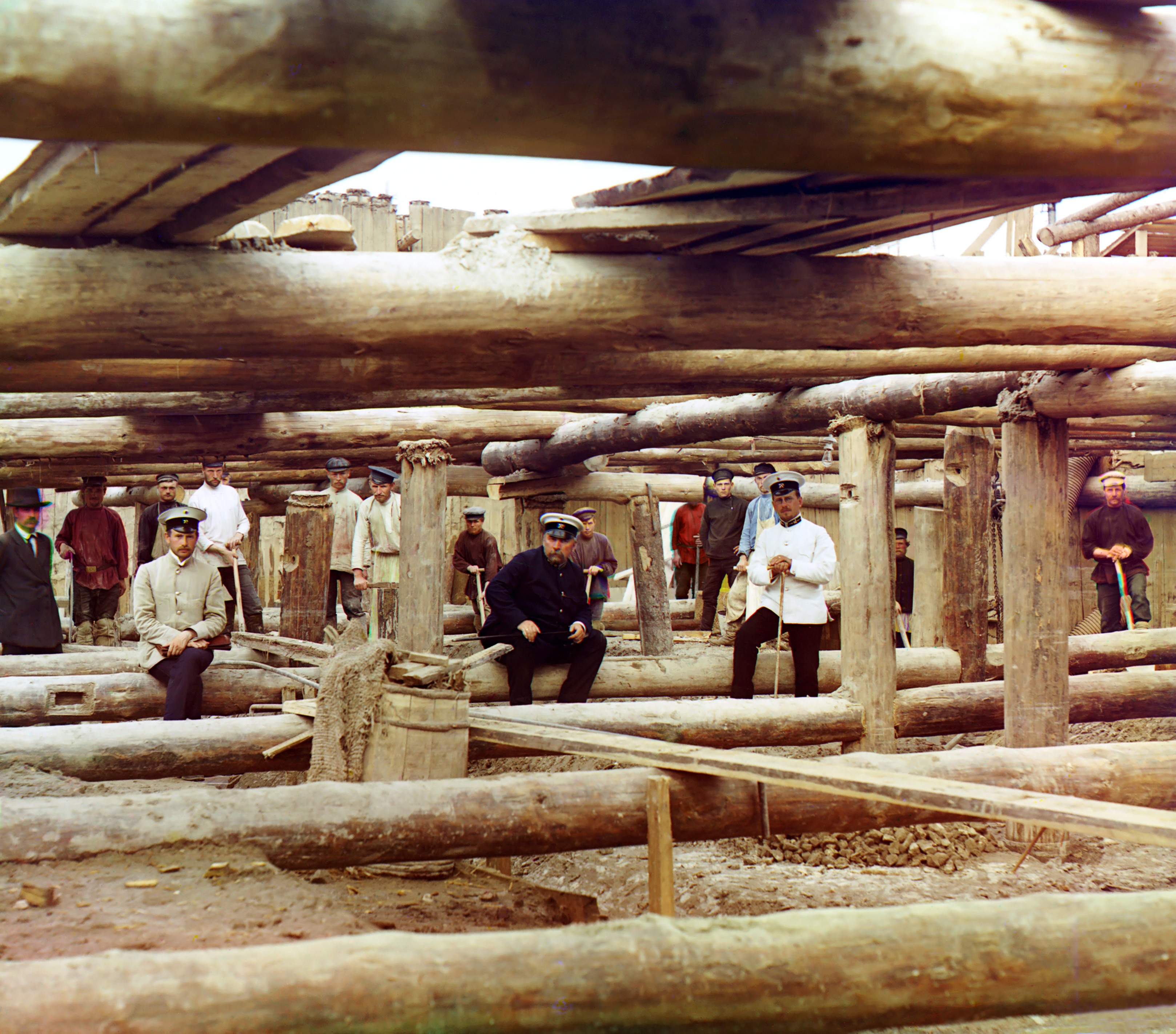
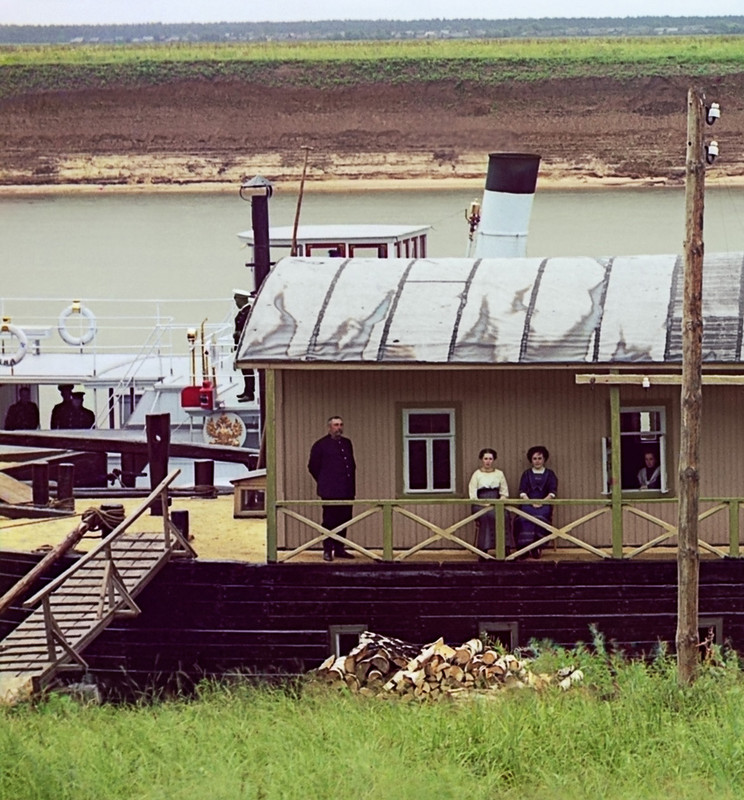